# Ian Crook
Ian Crook (født 18. januar 1963) er en tidligere engelsk fodboldspiller.